# Frontière entre le Connecticut et le Rhode Island

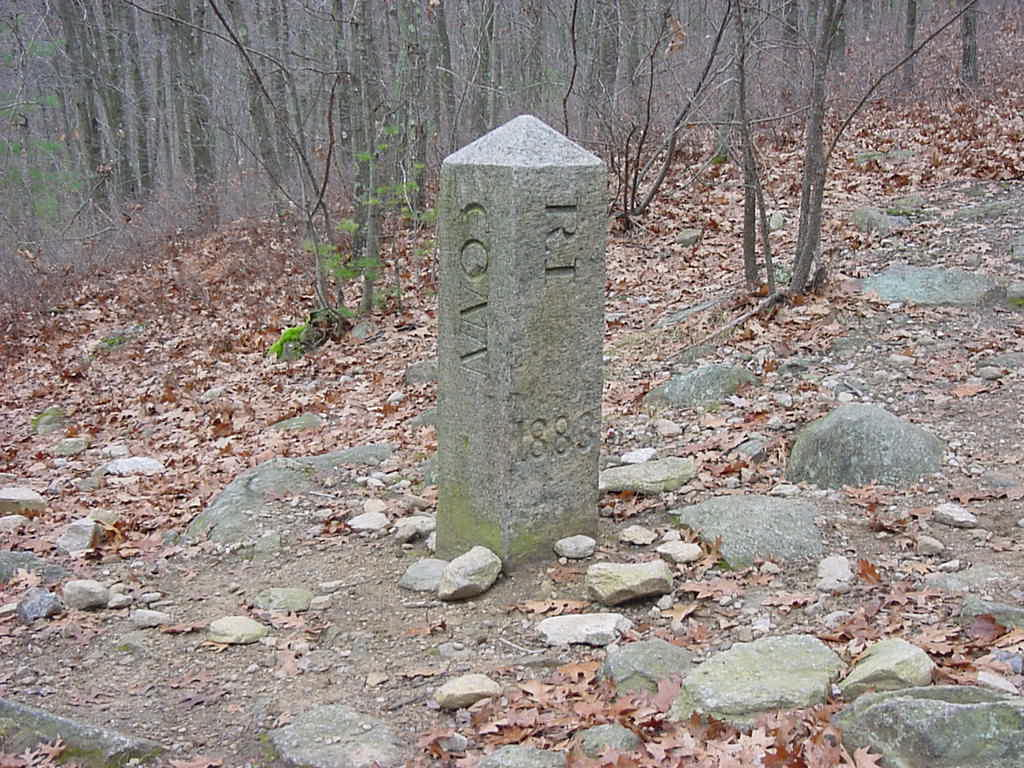
Borne marquant le tripoint entre le Connecticut, Rhode Island et le Massachusetts

La frontière entre le Connecticut et le Rhode Island est une frontière intérieure des États-Unis délimitant les territoires du Connecticut à l'ouest et le Rhode Island à l'est.
Son tracé débute au sud-ouest du mont Washington au niveau du 42e parallèle nord. À partir de point elle prend une rectiligne plein sud jusqu'au niveau de la Pawcatuck River, à l'endroit de sa confluence avec la Ashaway River, et suit le cours de Pawcatuck jusqu'à son embouchure dans le Long Island Sound.